# エーアイテイー
株式会社エーアイテイーは、国際貨物輸送事業を手がける日本の物流企業である。主に日本-中国・東南アジア間の輸送を手がけ、自社で輸送手段を所有せず、需要に応じて運送業者のサービスを利用して貨物輸送を展開するフォワーダーである。東証プライム上場。

## 事業所

### 本社
大阪市中央区

### 国内支社
東京

### 国内営業所
名古屋・福岡

### 海外拠点
- 現地法人
  - 上海・香港・タイ
- 中国国内分公司
  - 大連・北京・天津・青島・蘇州・南通・杭州・寧波・廈門・深圳・広州
- 代理店
  - ソウル・台北・ヤンゴン・ポート・クラン・シンガポール・ホーチミン・ジャカルタ・スラバヤ・ロサンゼルス・デュッセルドルフ

## 沿革
- 1988年 - 株式会社スバルを設立
- 1995年 - 商号を株式会社エーアイテイーに変更
- 1996年 - 愛徳（香港）有限公司を設立
- 2003年 - 上海愛意徳商務諮詢有限公司を設立
- 2005年 - 上海愛意徳物流有限公司を設立
- 2006年 - AIT LOGISTICS (THAILAND) LIMITED を設立
- 2007年3月15日 - 東京証券取引所マザーズ市場に上場
- 2011年
  - 2月 - 東京証券取引所2部に市場変更
  - 12月 - 東京証券取引所1部へ指定替え
- 2018年10月10日 - 日立物流と資本・業務提携を締結[1][2]
- 2019年3月1日 - 日立物流の子会社である日新運輸を株式交換により完全子会社化。同時に日立物流が第2位株主となった[3][4][5]。